# Dolichognatha nietneri
Dolichognatha nietneri là một loài nhện trong họ Tetragnathidae.
Loài này thuộc chi Dolichognatha. Dolichognatha nietneri được Octavius Pickard-Cambridge miêu tả năm 1869.